# Pancetta piacentina
La pancetta piacentina (DOP) è un preparato italiano a base di carne a Denominazione di origine protetta.

## Descrizione
Salume tipico della provincia di Piacenza, si  presenta di forma cilindrica, di peso variabile tra i 4 e gli 8 kg. Al taglio si distinguono chiaramente la parte bianca adiposa e la parte rosso vivo della carne. Gli allevamenti dei suini destinati alla produzione della pancetta piacentina debbono essere situati del territorio delle regioni Lombardia ed Emilia-Romagna, la zona di lavorazione è la sola provincia di Piacenza.
Il gusto della pancetta piacentina è molto particolare e la grande percentuale di grasso le conferisce un odore e sapore dolce e leggermente speziato molto gradevole.
La produzione avviene all'interno del territorio della provincia di Piacenza, limitatamente alle aree ad altitudine inferiore ai 900 metri s.l.m..

## Procedimento[2]
- Salatura: la pancetta, un pezzo unico di forma rettangolare, alto qualche centimetro e con la cotenna viene ricoperto con la giusta quantità di sale e spezie.
- Massaggiatura: serve a far penetrare sale e spezie nella carne.
- Legatura: Il pezzo rettangolare viene strettamente arrotolato, legato con uno spago robusto, il risultato è un cilindro arrotondato alle estremità con un laccio per appenderlo.
- Asciugatura: appesa da 10 a 15 giorni.
- Stagionatura: durata di almeno 4 mesi, se maggiore la pancetta migliora la qualità.

Una fiera dedicata alla pancetta si tiene a Ponte dell'Olio (PC) nel mese di maggio.